# Этоша (национальный парк)
Это́ша (англ. Etosha) — природный заповедник на севере Намибии, один из крупнейших национальных парков этой страны. Расположен на северо-западной окраине пустыни Калахари на территории, занимаемой солончаком Этоша и прилегающими к нему саваннами. Заповедник полностью окружён экорегионом редколесий мопане.

## Название
Название Этоша, данное солончаку и национальному парку, происходит из языка овамбо и означает «большое белое пространство». 

## География
Этоша находится в северной части Намибии и занимает территорию 22 275 км² (с 1975 года). При этом солончак Этоша занимает примерно 23 % территории парка. От южной границы заповедника до столицы Намибии Виндхука расстояние составляет 400 км, а от его северной границы до Анголы — 125 км; Атлантический океан находится на расстоянии 200 км от границ национального парка. На его территории сохраняются ландшафты, характерные для пустыни Калахари и засушливых внутренних районов Намибии с типичной для них растительностью (кустарники, колючки, мопановые леса).

## История
Заповедник был основан в 1907 году, а статус национального парка получил в 1958 году. Границы Этоши неоднократно менялись; с 1975 года его площадь составляет 22 275 км². 

## Животный мир
В парке обитает большое количество диких животных. Встречаются 144 вида млекопитающих, в том числе саванный слон, чёрный носорог, горная зебра Хартмана, жираф, большой куду, канна. Из хищников можно увидеть льва, гепарда и леопарда.  Многочисленны и разнообразны птицы — около 340 видов. Также зарегистрировано 110 видов пресмыкающихся и 16 — амфибий. Популяция жирафов насчитывает около 1500 особей.

## Галерея

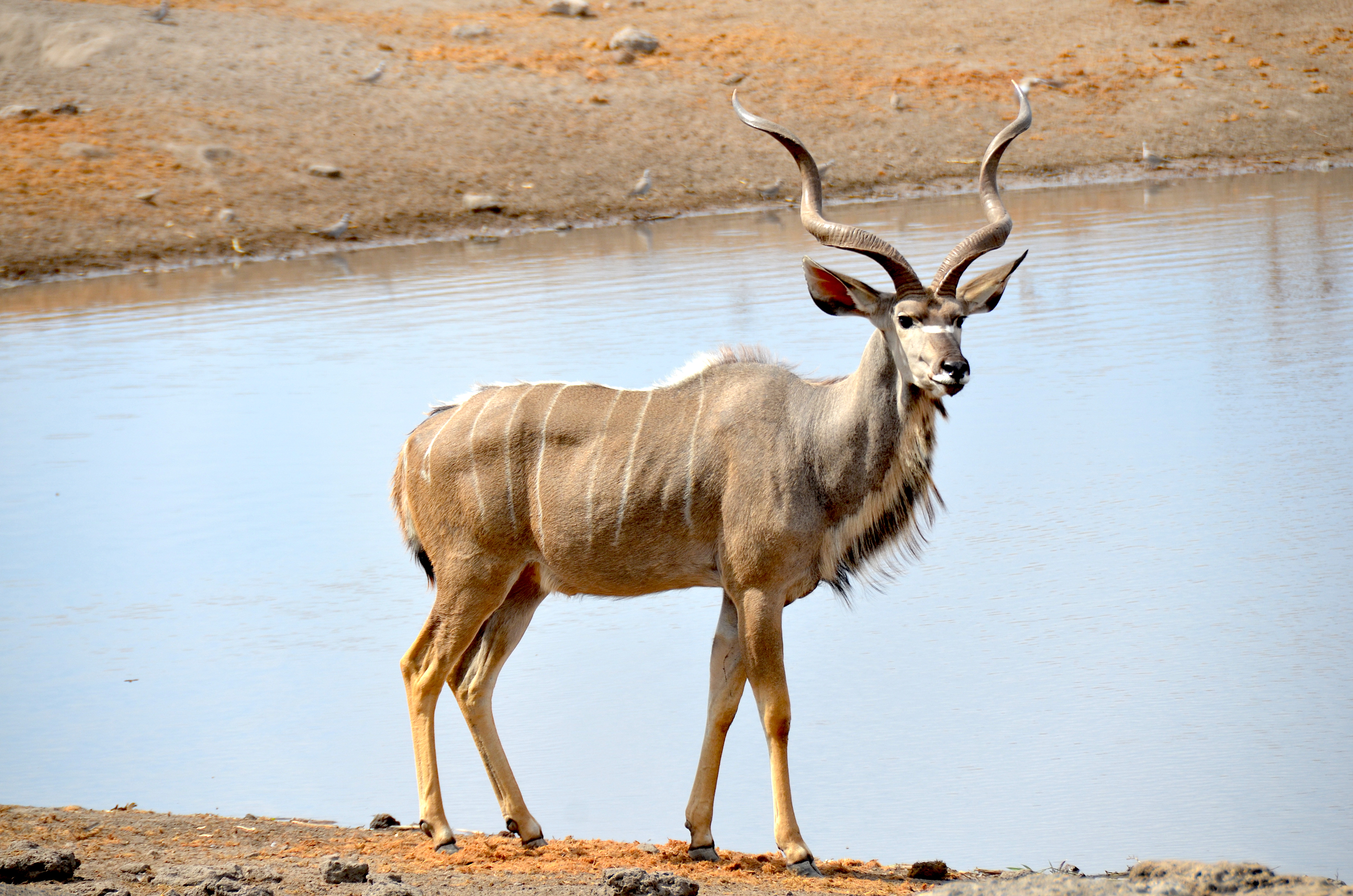
Большой куду
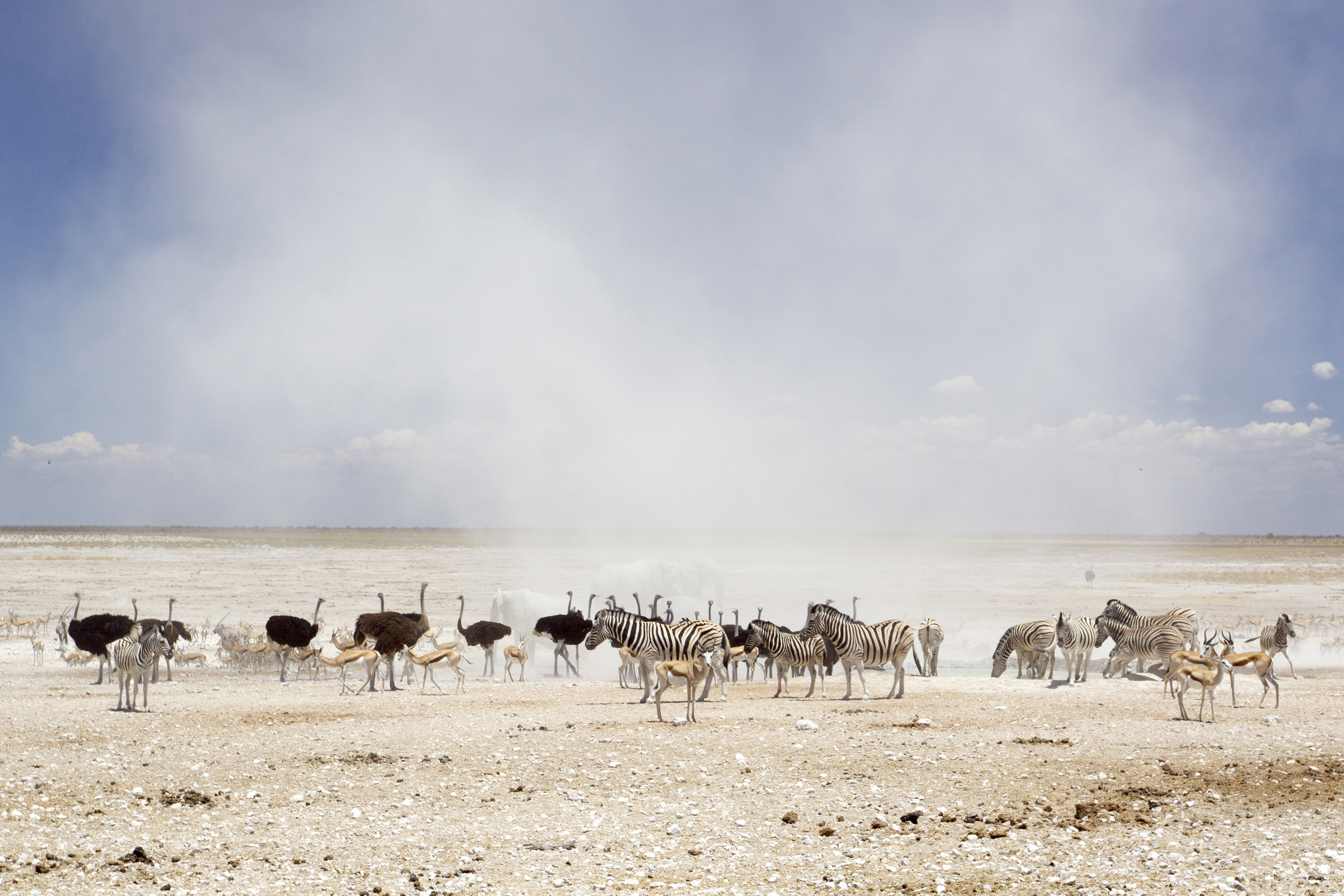
Страусы, зебры и газели
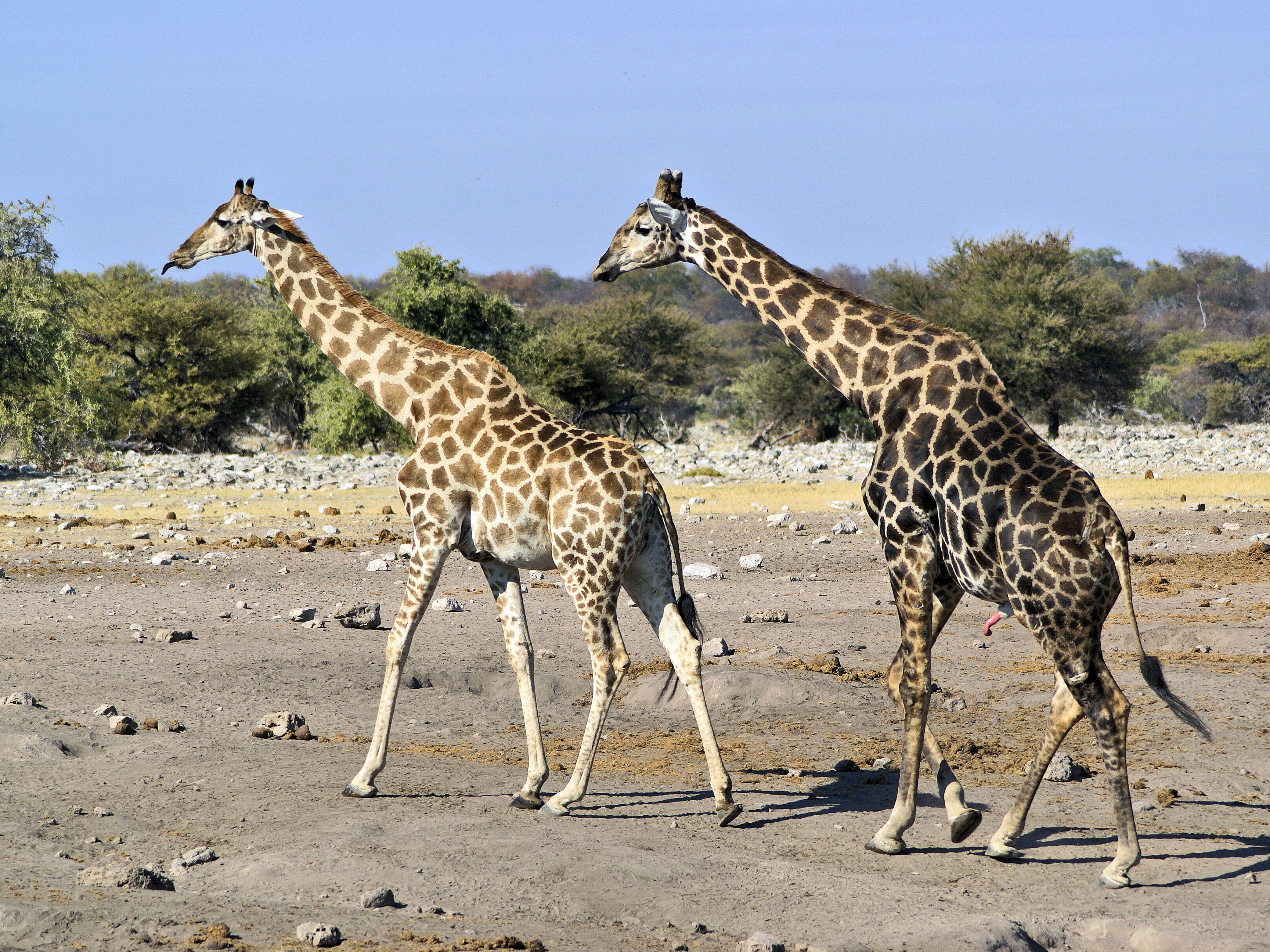
Жирафы
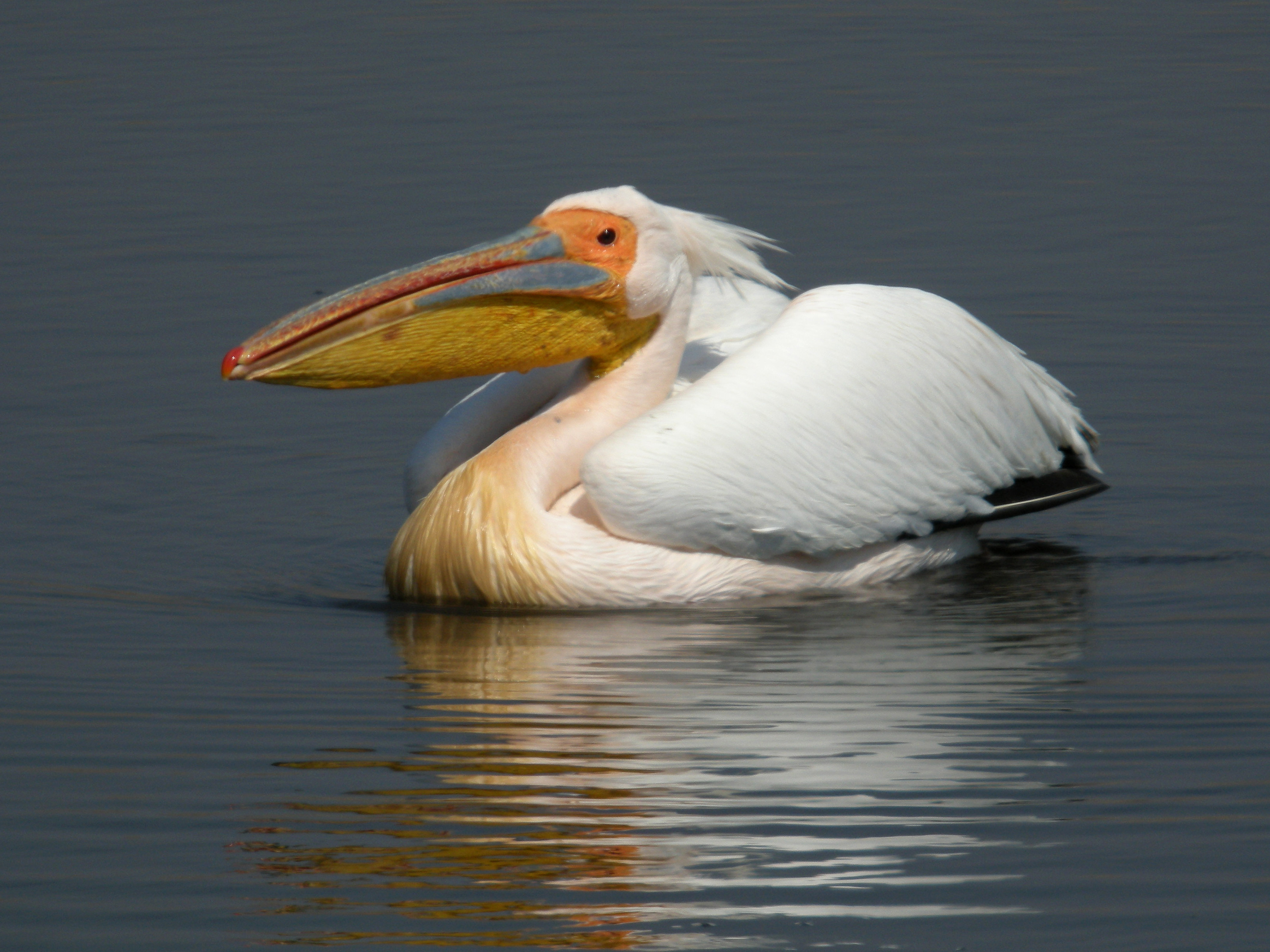
Розовый пеликан
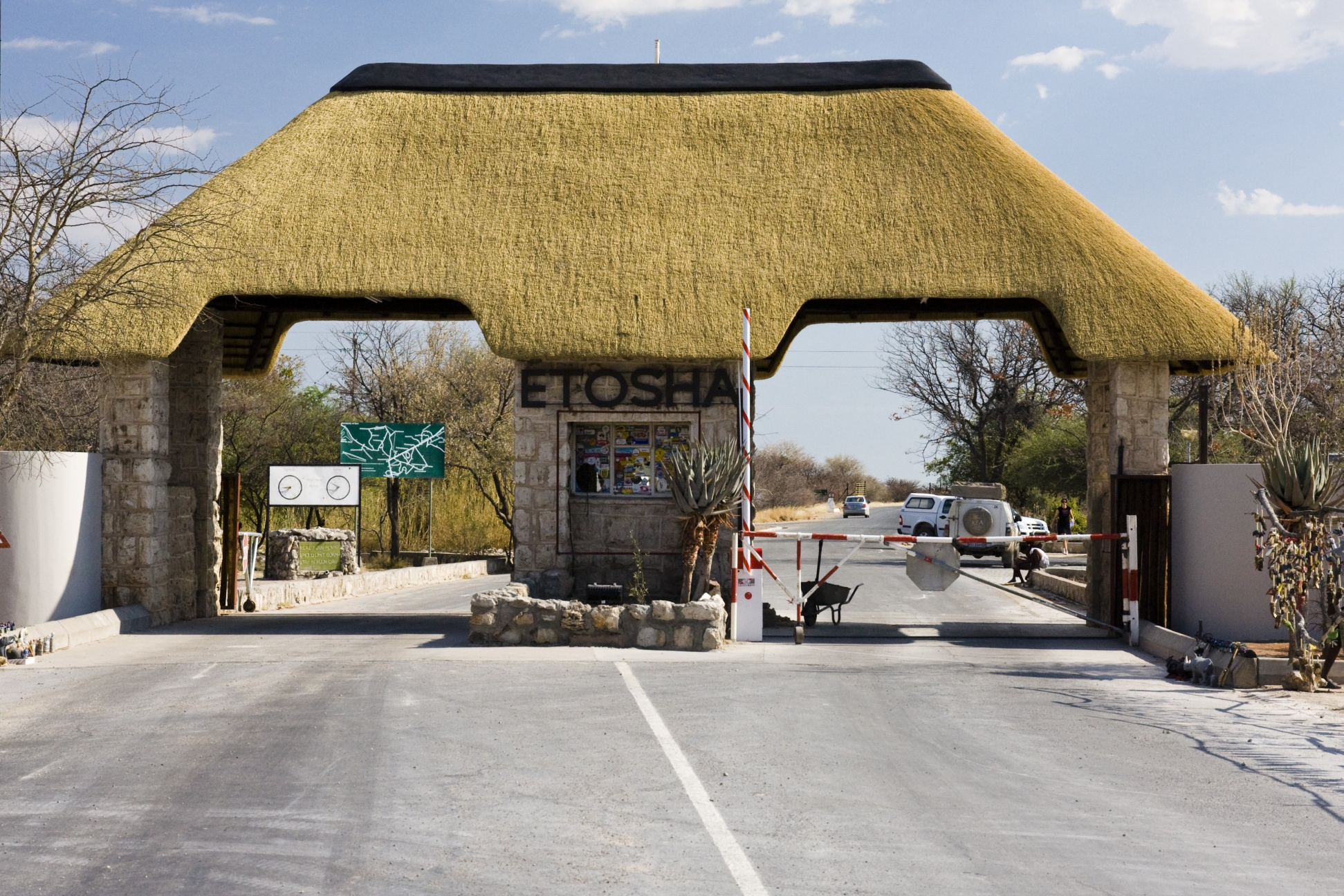
Вход в парк
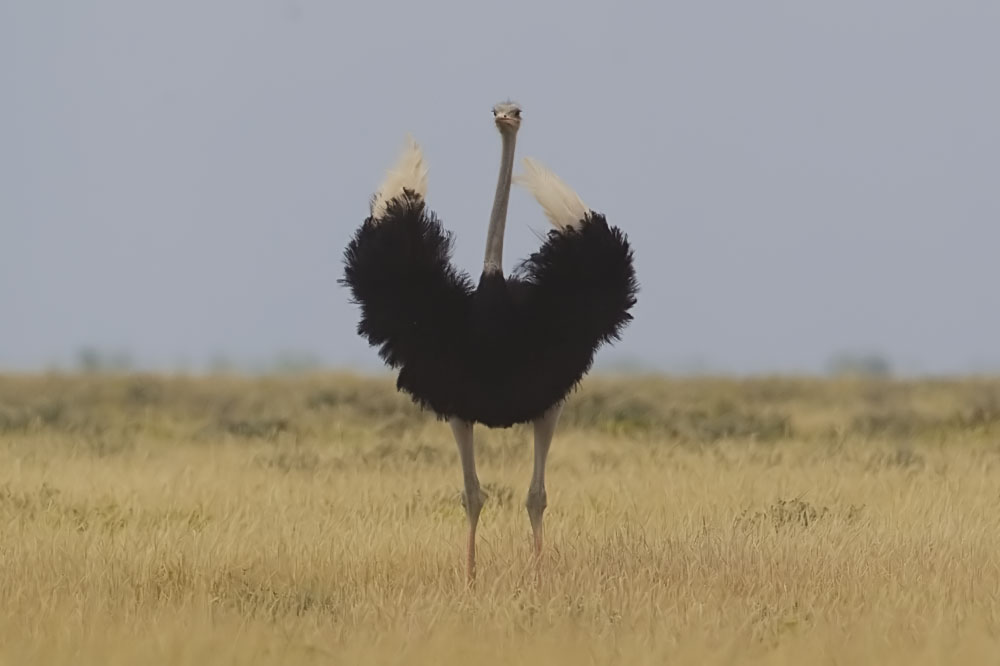
Страус
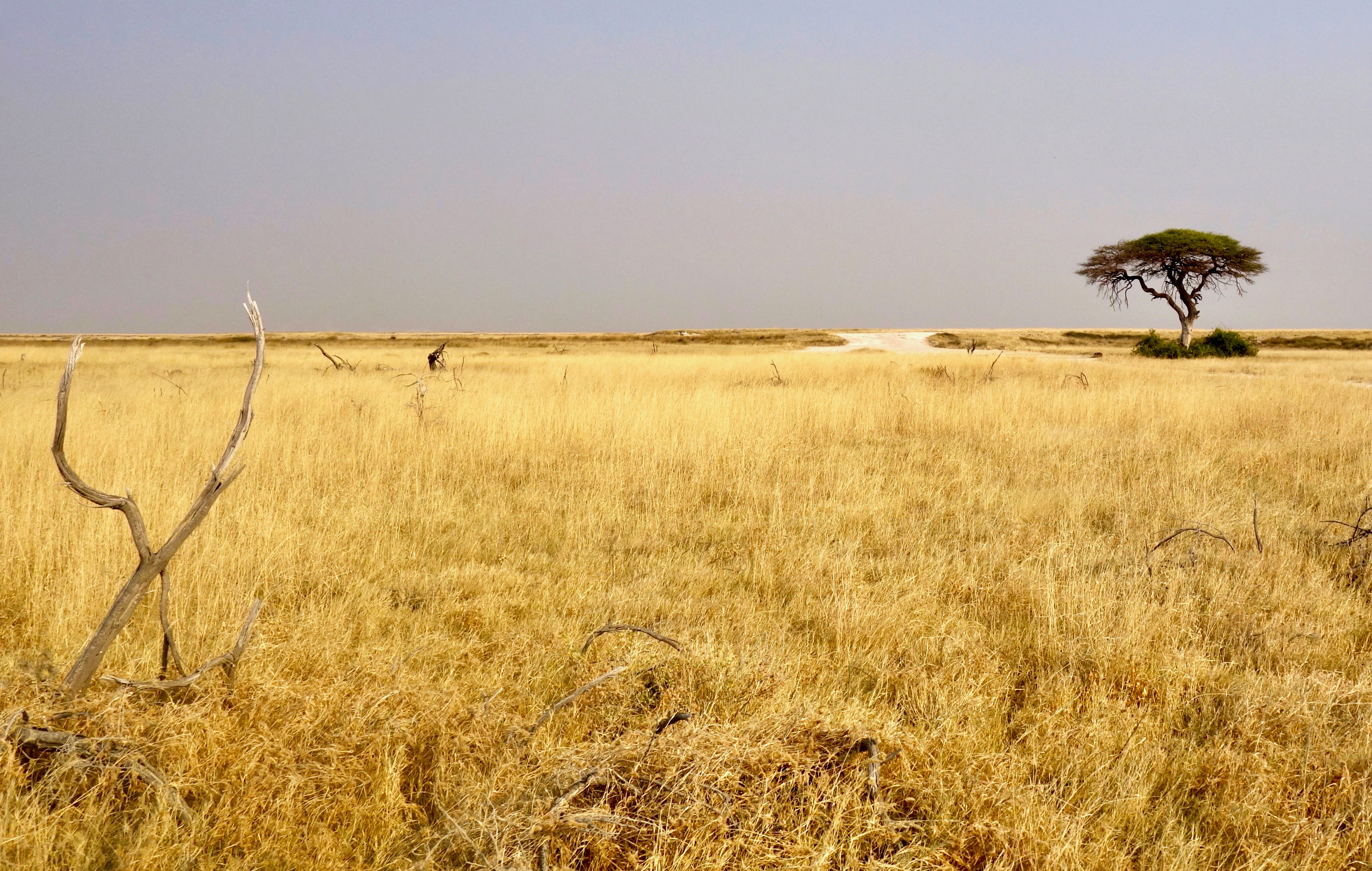
Саванна
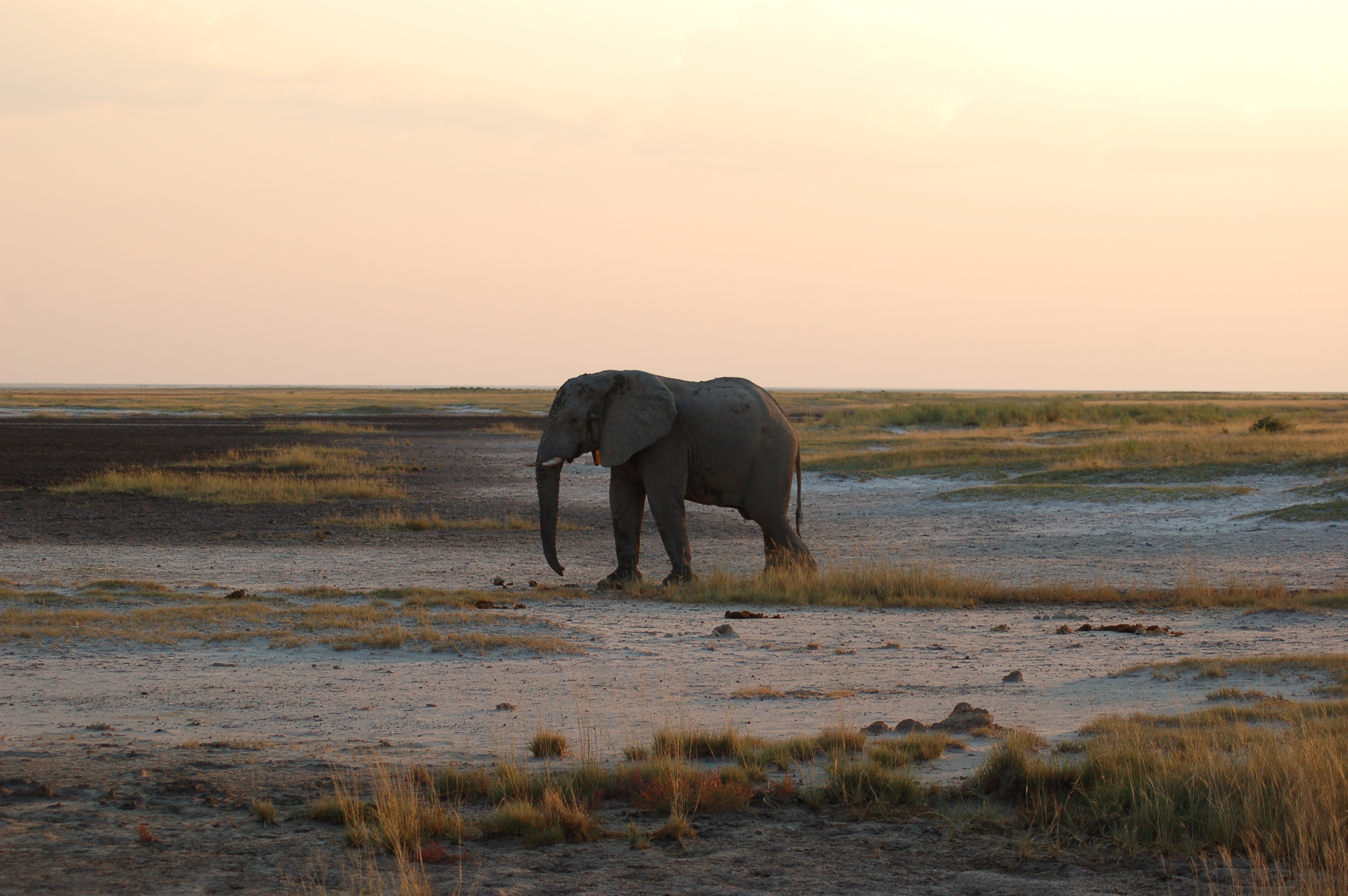
Африканский слон